# Direction des ressources humaines de la gendarmerie nationale
La direction des ressources humaines de la Gendarmerie nationale (DRHGN) est une des directions de la direction générale de la Gendarmerie nationale, aux côtés de la direction des opérations et de l'emploi, et de la direction des soutiens et des finances. La DRHGN a pour mission d'élaborer et de conduire, dans une dimension interministérielle, la politique des ressources humaines de la gendarmerie nationale. Elle est à ce titre chargée d'assurer le recrutement, la formation, la gestion ainsi que l'accompagnement statutaire et social du personnel militaire de la gendarmerie nationale. Dans ces domaines, elle connaît de toutes les questions d'ordre juridique qui intéressent ces personnels ainsi que celles relatives aux effectifs et à la solde.

## Organisation
Outre des chargés de mission et des chargés de fonction, la DPMGN comprend :
- la sous-direction de la politique des ressources humaines (SDPRH) :
  - bureau de l'analyse et de l'anticipation (BAA),
  - bureau de la réglementation et de la fonction militaire (BRFM),
  - bureau de la rémunération et des pensions militaires (BDI),
- la sous-direction de la gestion du personnel (SDGP) :
  - bureau du personnel officier (BPO),
  - bureau du personnel sous-officier de gendarmerie et volontaire,
  - bureau du personnel sous-officier du corps de soutien technique et administratif de la gendarmerie nationale (BSOCSTAGN),

- - bureau du personnel civil (BPC),

- - bureau des recours et de la protection fonctionnelle (BRPF),

- la sous-direction de l'accompagnement du personnel (SDAP) :

- - mission des compétences,

- - mission des hauts potentiels,

- - bureau de l'action sociale, des blessés et du handicap (BAS),
  - bureau de la chancellerie (BC),

- - bureau de la reconversion et de la transition professionnelle (BRTP),

- - bureau de la santé et de la sécurité au travail (BSST),

- - bureau des actes de gestion et des études (BAGE).

## Dirigeants

### Chefs du service des ressources humaines de la Gendarmerie nationale
| Date de nomination | Chef de service                          |
| ------------------ | ---------------------------------------- |
| 1er juillet 1995   | général de division Gérard Marcille      |
| 1er septembre 1996 | général de division André Lorant         |
| 1er juillet 1998   | général de division Gérard Desjardins    |
| 1er janvier 2000   | général de division Henri Puyou          |
| 1er décembre 2004  | général de division Philippe Chevillard  |
| 1er septembre 2006 | général de corps d'armée Bernard Mottier |
| 1er mars 2009      | général de division Laurent Muller       |

### Directeurs du personnel militaire de la Gendarmerie nationale
Le 23 décembre 2009, le service des ressources humaines de la DGGN devient la direction du personnel militaire de la Gendarmerie nationale :
| Date de nomination | Directeur                                    |
| ------------------ | -------------------------------------------- |
| 1er février 2010   | général de corps d'armée Laurent Muller      |
| 1er avril 2010     | général de corps d'armée Joël Delpont        |
| 1er septembre 2013 | général de corps d'armée Philippe Mazy       |
| 1er septembre 2016 | général de corps d'armée Hervé Renaud        |
| 7 mars 2019        | général de corps d'armée Armando de Oliveira |
| 2 février 2022     | général de corps d'armée Bruno Arviset       |

### Directeurs des ressources humaines de la Gendarmerie nationale
Le 22 septembre 2023, la direction du personnel militaire de la Gendarmerie nationale devient la direction des ressources humaines de la Gendarmerie nationale :
| Date de nomination | Directeur                              |
| ------------------ | -------------------------------------- |
| 27 septembre 2023  | général de corps d'armée Bruno Arviset |